# Hypogexenus pusillus
Hypogexenus pusillus är en mångfotingart som beskrevs av Filippo Silvestri 1903. Hypogexenus pusillus ingår i släktet Hypogexenus och familjen Hypogexenidae. Inga underarter finns listade i Catalogue of Life.